# Serie A Coach of the Month
Il premio Serie A Coach of the Month, noto per ragioni di sponsorizzazione come Philadelphia Coach of the Month, è un riconoscimento mensile dato al miglior allenatore del mese della Serie A, a partire dalla stagione 2021-2022.
Simone Inzaghi è l'allenatore che ha vinto più volte il riconoscimento, il Napoli la squadra che ha avuto più volte l'allenatore vincitore, mentre l'Italia la nazione con più allenatori a ricevere il premio.

## Albo d'oro

### Serie A 2021-2022
Di seguito i vincitori.
| Mese      | Allenatore           | Squadra  |
| --------- | -------------------- | -------- |
| Settembre | Luciano Spalletti    | Napoli   |
| Ottobre   | Stefano Pioli        | Milan    |
| Novembre  | Gian Piero Gasperini | Atalanta |
| Dicembre  | Simone Inzaghi       | Inter    |
| Gennaio   | Thiago Motta         | Spezia   |
| Febbraio  | Luciano Spalletti    | Napoli   |
| Marzo     | Stefano Pioli        | Milan    |
| Aprile    | Siniša Mihajlović    | Bologna  |
| Maggio    | Stefano Pioli        | Milan    |

### Serie A 2022-2023
Di seguito i vincitori.
| Mese      | Allenatore           | Squadra    |
| --------- | -------------------- | ---------- |
| Agosto    | José Mourinho        | Roma       |
| Settembre | Andrea Sottil        | Udinese    |
| Ottobre   | Luciano Spalletti    | Napoli     |
| Novembre  | Massimiliano Allegri | Juventus   |
| Gennaio   | Luciano Spalletti    | Napoli     |
| Febbraio  | Thiago Motta         | Bologna    |
| Marzo     | Maurizio Sarri       | Lazio      |
| Aprile    | Raffaele Palladino   | Monza      |
| Maggio    | Vincenzo Italiano    | Fiorentina |

### Serie A 2023-2024
Di seguito i vincitori.
| Mese      | Allenatore           | Squadra    |
| --------- | -------------------- | ---------- |
| Agosto    | Roberto D'Aversa     | Lecce      |
| Settembre | Alessio Dionisi      | Sassuolo   |
| Ottobre   | Simone Inzaghi       | Inter      |
| Novembre  | Massimiliano Allegri | Juventus   |
| Dicembre  | Vincenzo Italiano    | Fiorentina |
| Gennaio   | Simone Inzaghi       | Inter      |
| Febbraio  | Thiago Motta         | Bologna    |
| Marzo     | Thiago Motta         | Bologna    |
| Aprile    | Simone Inzaghi       | Inter      |
| Maggio    | Gian Piero Gasperini | Atalanta   |

### Serie A 2024-2025
Di seguito i vincitori.
| Mese      | Allenatore           | Squadra  |
| --------- | -------------------- | -------- |
| Agosto    | Paolo Vanoli         | Torino   |
| Settembre | Antonio Conte        | Napoli   |
| Ottobre   | Marco Baroni         | Lazio    |
| Novembre  | Gian Piero Gasperini | Atalanta |
| Dicembre  | Simone Inzaghi       | Inter    |
| Gennaio   | Antonio Conte        | Napoli   |
| Febbraio  | Claudio Ranieri      | Roma     |
| Marzo     | Vincenzo Italiano    | Bologna  |
| Aprile    | Cesc Fàbregas        | Como     |
| Maggio    | Cesc Fàbregas        | Como     |

## Statistiche

### Classifica per club
| Pos. | Squadra    | Titoli |
| ---- | ---------- | ------ |
| 1    | Napoli     | 6      |
| 2    | Bologna    | 5      |
| 2    | Inter      | 5      |
| 4    | Atalanta   | 3      |
| 4    | Milan      | 3      |
| 6    | Como       | 2      |
| 6    | Fiorentina | 2      |
| 6    | Juventus   | 2      |
| 6    | Lazio      | 2      |
| 6    | Roma       | 2      |
| 11   | Lecce      | 1      |
| 11   | Monza      | 1      |
| 11   | Sassuolo   | 1      |
| 11   | Spezia     | 1      |
| 11   | Torino     | 1      |
| 11   | Udinese    | 1      |

### Classifica per nazionalità
| Pos. | Nazione    | Titoli |
| ---- | ---------- | ------ |
| 1    | Italia     | 34     |
| 2    | Spagna     | 2      |
| 3    | Portogallo | 1      |
| 3    | Serbia     | 1      |

### Plurivincitori
In grassetto gli allenatori che attualmente militano in Serie A.
| Pos. | Allenatore           | Titoli |
| ---- | -------------------- | ------ |
| 1    | Simone Inzaghi       | 5      |
| 2    | Thiago Motta         | 4      |
| 2    | Luciano Spalletti    | 4      |
| 4    | Gian Piero Gasperini | 3      |
| 4    | Vincenzo Italiano    | 3      |
| 4    | Stefano Pioli        | 3      |
| 7    | Massimiliano Allegri | 2      |
| 7    | Antonio Conte        | 2      |
| 7    | Cesc Fàbregas        | 2      |